# Norman astuto poliziotto
Norman astuto poliziotto (On the Beat) è un film del 1962 diretto da Robert Asher.

## Trama
Norman Pitkin lavora a Scotland Yard come pulitore di automobili, ma sogna di diventare un poliziotto come lo era stato il suo defunto padre. La polizia respinge la sua richiesta di entrare nelle forze armate, ma in seguito lo recluta per lavorare sotto copertura in quanto si è rivelato essere il sosia di un sospetto ladro di gioielli, un boss spagnolo (italiano nella versione originale) detto "il madrileno". Oltre alle sue attività criminali, quest'uomo esercita la professione di parrucchiere da donna a Londra.
Norman si traveste come il sospettato e ottiene l'ingresso nel suo salone. Una volta dentro, dopo alcune inevitabili disavventure, riesce a trovare la merce rubata, mettere fuori combattimento il sospettato, avvolgendolo in una tenda e consegnarlo alla giustizia. Come ricompensa gli viene offerto un posto permanente nella polizia come caporale e sposa il suo amore, l'ex ragazza dell'uomo che ha assicurato alla giustizia (che aveva salvato in precedenza nel film quando stava tentando di suicidarsi saltando nel fiume).

## Produzione
Il film è stato girato ai Pinewood Studios e intorno a Windsor. I set del film sono stati progettati dall'art director Bert Davey.

## Critica
Il film è stato uno dei 12 film più popolari al botteghino britannico nel 1963.